# San Salvatore in Thermis
San Salvatore in Thermis, även benämnd San Salvatorello, var en kyrkobyggnad i Rom, helgad åt Frälsaren. Kyrkan var belägen vid dagens Via del Salvatore i Rione Sant'Eustachio. Kyrkan var initialt inrymd i ruinerna av Neros termer, därav tillnamnet (cognome) ”in Thermis”.

## Kyrkans historia
Enligt traditionen skall kyrkan ha konsekrerats av påve Silvester I (314–335). Kyrkan nämns för första gången i ett dokument från år 998. Marken, där en gång Neros termer stod, hade förvärvats av benediktinerklostret i Farfa och dokumentet innehåller ett avtal mellan klostrets abbot Ugo av Farfa och prästerskapet i kyrkan Sant'Eustachio i Rom. Därefter nämns kyrkan i dokument från år 1011, 1017, 1050 samt 1051.
Kyrkan omnämns i en bulla promulgerad år 1186 av påve Urban III; bullan uppräknar den bland filialerna till församlingskyrkan San Lorenzo in Damaso. Kyrkan omnämns därefter i Catalogo di Cencio Camerario, en förteckning över Roms kyrkor sammanställd av Cencio Savelli år 1192.
Därtill förekommer den i Il catalogo Parigino (cirka 1230) som Salvator de Thermis, i Il catalogo di Torino (cirka 1320) som Hospitale Sancti Salvatoris de Termis och i Il catalogo del Signorili (cirka 1425) som sci. Salvatoris in Thermis.
År 1478 avyttrade klostret Farfa San Salvatore in Thermis samt tre andra kyrkor – Santa Maria de Thermis, San Benedetto de Thermis och San Biagio a Piazza Lombarda – åt den franska nationen. Försäljningen godkändes av påve Sixtus IV (1471–1484) i en bulla av den 2 april 1478. Kyrkan kom senare att inkorporeras i Palazzo Madama.
Kyrkans exteriör utgjordes av en enkel ingångsportal krönt av en lynett med en byst föreställande Frälsaren Jesus Kristus, attribuerad åt Giovanni Dalmata. Portalen flankerades av två gallerförsedda fönster. Högaltarmålningen, attribuerad åt Giovanni Odazzi, föreställde Kristi förklaring. Interiören hyste även ikonen Madonnan med Barnet från slutet av 1400-talet samt målningar föreställande helgonen Gregorius den store och Ludvig IX av Frankrike.
I mars 1894 förövades ett anarkistiskt attentat i Palazzo di Montecitorio, i vilket Italiens deputeradekammare är inhyst. Av rädsla för ytterligare attentat beslutades det att San Salvatore-kyrkan, som var inlemmad i Palazzo Madama med Italiens senat, skulle stängas.
År 1905 förvärvade italienska staten San Salvatore och den revs kort därefter för en tillbyggnad av Palazzo Madama. I samband med rivningen fördes de kyrkliga inventarierna till den närbelägna kyrkan San Luigi dei Francesi och marmorfragment, däribland inskriptioner, placerades i cortilen till Palazzo di San Luigi dei Francesi.

## Bilder
| - San Salvatore in Thermis (nummer 807 vid den röda pilen) på Giovanni Battista Nollis karta över Rom från år 1748. Nummer 806 anger Palazzo Madama och 808 kyrkan San Luigi dei Francesi. - San Salvatore in Thermis (vid den röda pilen) på Rodolfo Lancianis karta över antikens Rom från år 1893–1901. |